# Joan Mary Last
Joan Mary Last OBE (2 janvier 1908 — 9 octobre 2002) est une professeur de musique, auteur et compositrice anglaise.

## Biographie
Joan Mary Last naît le 2 janvier 1908 à Littlehampton, Sussex. Elle étudie le piano avec Mathilde Verne et fait ses débuts en tant que pianiste à l'Aeolian Hall de Londres en 1926. Après qu'une blessure à sa main ait mis fin à sa carrière d'interprète, Last se tourne vers l'enseignement et la composition. Elle a enseigné la musique à la Royal Academy of Music de 1959 à 1981. Elle a composé plus de cent albums d'éducation musicale pour piano solos et duos.
Elle est faite membre de l'OBE en 1988 pour son travail sur l'éducation musicale. Elle ne s'est jamais mariée,.
Elle meurt le 9 octobre 2002.